# Senhor das Estrelas (Marvel Comics)
Peter Jason Quill, também conhecido como Senhor das Estrelas (Star-Lord no original), é um super-herói que aparece nos quadrinhos americanos publicados pela Marvel Comics. O personagem, criado por Steve Englehart e Steve Gan, apareceu pela primeira vez na Marvel Preview # 4 (janeiro de 1976). Quill é filho da humana Meredith Quill e do Spartoi J'son, Peter Quill assume o manto de Senhor das Estrelas, um policial interplanetário.
O personagem desempenhou papéis proeminentes nos arcos de história "Annihilation" (2006) e "Annihilation: Conquest" (2007), "War of Kings" (2008) e The Thanos Imperative (2009). Ele se tornou o líder da equipe de super-heróis espacial Guardiões da Galáxia no relançamento de 2008 da equipe. Ele foi apresentado em uma variedade de produtos da Marvel, incluindo séries animadas de televisão, brinquedos entre outros produtos. O ator Chris Pratt interpreta Peter Quill no Universo Cinematográfico Marvel.

## Histórico da publicação
O personagem apareceu pela primeira vez na publicação na magazine em preto e branco Marvel Preview # 4 (janeiro de 1976). O criador Steve Englehart teve planos para o personagem que não foram realizados. Mais tarde, ele refletiu em seu site:
| “ | Eu concebi algo muito grande. Meu herói passaria de ser um idiota desagradável e introvertido para o ser mais cósmico do universo, e eu amaria seu novo interesse na astrologia. Depois de seu começo terrestre, sua mente seria aberta passo a passo, com uma história de ação rápida sobre Mercúrio, uma história de amor em Vênus, uma história de guerra em Marte, e assim por diante até a borda do sistema solar, e depois além. Mas - depois de seu começo na Terra, onde eu estabeleci-o como um idiota desagradável e introvertida, deixei a Marvel, então ninguém viu o que ele devia se tornar. | ” |

Star-Lord continuou a aparecer em Marvel Preview, com o escritor Chris Claremont reformando o personagem e usando em histórias de aventura de ficção científica tendo os romances juvenis de Robert A. Heinlein como inspiração. Os advogados de Heinlein ameaçaram ações legais por causa da capa para Marvel Preview # 11, que descreveu o conteúdo como "um de ficção científica na tradição de Robert A. Heinlein", levando a edição ser recolhida e reimpressa.  A história  na edição 11 foi a primeira da equipe do famoso trio criativo de Uncanny X-Men: o escritor Chris Claremont, o desenhista John Byrne e o arte-finalista Terry Austin. Star-Lord fez aparições esporádicas nos próximos anos nos títulos Marvel Super Special,  Marvel Spotlight, e Marvel Premiere.  As edições de Marvel Spotlight , que foram a primeira aparição de Star-Lord em um formato de quadrinhos tradicional dos Estados Unidos, o comic book, serviram para consolidar as histórias de origem separadas, mas livres de suas duas aparências em Marvel Preview. Em fevereiro de 1982, uma reimpressão colorida da história em preto e branco da Marvel Preview # 11 foi publicada com uma nova sequência de enquadramento de Claremont e do desenhista Michael Golden.
O personagem retornou em Thanos # 8-12 (maio-setembro 2004) e Annihilation # 1-6 (2006). No ano seguinte, ele recebeu um título homônimo de quatro edições (Annihilation: Conquest - Star-Lord) que conduziu ao enredo do crossover "Annihilation: Conquest ", no qual ele desempenhou um papel central. Como consequência de de "Annihilation: Conquest", um segundo volume de Guardiões da Galáxia apresentou a equipe de personagens do crossover que foram liderados por Star-Lord. Os plots dessa série foram concluídas na minissérie The Thanos Imperative.
Devido às revisões da origem do personagem, suas primeiras aparências foram oficialmente designadas como ocorrendo em uma realidade alternativa.
Star-Lord retornou, juntamente com outros membros dos Guardiões, da Galáxia em Avengers Assemble # 4-8 (junho-outubro de 2012). Ele estrela em Guardians of the Galaxy vol. 3, uma parte do relançamento Marvel NOW!.
Em julho de 2014, Star-Lord recebeu sua própria série em andamento, Legendary Star-Lord. O personagem também recebeu uma nova roupa, igualando a vista no filme Guardiões da Galáxia da Marvel Studios.
Sua série solo e Guardians of the Galaxy vol. 3 terminou quando Marvel começou seu arco "Guerras Secretas " em 2015. Star-Lord apareceu como um personagem principal na minissérie do núcleo das Guerras Secretas, e em uma minissérie tie-in durante o evento, Star-Lord and Kitty Pryde. Durante a publicação de "Guerras Secretas", Marvel estreou uma nova série Star-Lord em andamento , escrita por Sam Humphries , como parte da iniciativa All-New, All-Different Marvel , que se concentrou nas origens renovadas do personagem. Esta série também o viu deixar os Guardiões da Galáxia e substituído por sua noiva, Kitty Pryde, que assumiu a identidade de Star-Lord na equipe. A série dura oito edições.  Uma série contínua de Star-Lord em andamento escrita por Chip Zdarsky começou em dezembro de 2016.

## Biografia ficcional do personagem

### Infância
Peter Quill foi concebido como resultado do amor entre a terráquea Meredith Quill e o Imperador Spartoi da época, J'son. J'son deixou a Terra logo após a concepção de Peter, a fim de continuar sua guerra intergaláctica, deixando Meredith na Terra para protegê-la. Nove meses mais tarde, durante um fenômeno astronômico raro, quando muitos dos planetas estavam alinhados, Peter nasceu e pouco tempo depois sua mãe Meredith, por razões que ela não conseguia explicar, teve o desejo de levá-lo para fora e apresentá-lo para as estrelas. Durante dez anos, Quill foi criado por Meredith, a qual permaneceu uma mãe solteira, mas teve a ajuda de sua melhor amiga Lisa Chang e a filha dela Monica. Peter logo começou a desenvolver um grande interesse em programas de ficção científica, e após uma visita a um parque de diversões onde ele ficou impressionado com as maravilhas do espaço, ele decidiu que queria ser um astronauta quando crescesse. No entanto, ele mais tarde acabou ficando um pouco desapontado após descobrir que os alienígenas no passeio não eram reais.
Um dia, Peter retornou para casa, ferido por tentar impedir um valentão. Enquanto ele estava lavando as mãos para jantar, sua mãe viu uma luz brilhante e dois alienígenas Badoon surgiram. Jurando acabar com a "linhagem Spartoi", eles mataram Meredith. Após Quill ver os alienígenas e sua mãe morta, ele entrou em pânico e correu. Enquanto os alienígenas o perseguiam, ele pegou uma espingarda e conseguiu os matar com ela. Ele então encontrou um misterioso dispositivo em um armário. Vendo uma luz brilhante, ele fugiu da casa, pouco antes da nave alienígena a destruir.
Quill foi colocado em um orfanato, onde ele teve muita dificuldade para se adaptar e encontrar um lar adotivo. No entanto, ele nunca perdeu seu desejo de se tornar um astronauta, deixar a Terra e encontrar os alienígenas que mataram sua mãe. Eventualmente, Lisa, agora uma comandante da NASA, arranjou para ele um emprego como mecânico na Instalação de Lançamento da NASA na Califórnia. Estando lá, Peter começou a treinar em segredo com os simuladores durante todo o seu tempo livre. Um dia, após uma discussão com um astronauta importante, Lisa não teve escolha a não ser remover Peter de sua posição na Instalação. Sentindo que essa era sua última chance de chegar ao espaço, ele roubou uma nave Kree, conseguindo passar pela segurança da estação, e deixou a Terra.
Não muito tempo depois de ter deixado o seu planeta natal, a nave Kree que Peter roubou teve mau funcionamento. Ele ficou preso em órbita durante três dias até que que encontra o grupo de piratas espaciais chamado Ravagers, comandado por Yondu, que tentou roubar sua nave. Peter conseguiu ser mais esperto que todos os membros da tripulação e até mesmo nocauteou Yondu antes de capturá-lo. Após despertar, Yondu conseguiu se libertar e atacou Peter, dando a ele a escolha entre ser lançado no espaço ou ser morto ali mesmo. Peter em vez disso pediu para se juntar a sua tripulação. Yondu não gostou muito da ideia, mas depois de descobrir que Peter era como ele, um garoto sem lar, Yondu mudou de ideia e o deixou ficar na nave com sua tripulação de piratas como o garoto da limpeza. Peter decidiu ficar e tentar aprender tudo o que podia do espaço enquanto era parte da tripulação pirata.
Yondu eventualmente ouviu Peter falar sobre o Astério Um, a nave de Lisa Chang, e exigiu que ele o ajudasse roubá-la para os Saqueadores. Peter ficou em dúvida no início, mas Yondu prometeu dar a ele uma joia que continha a localização da nave Badoon que matou sua mãe. Consumido por vingança, Peter ajudou Yondu a embarcar no Astério Um e capturar toda a tripulação dentro. Peter, o qual tinha segundas intenções, conseguiu roubar a joia de Yondu e estava se preparado para deixar Lisa e a tripulação para trás para realizar seu desejo de vingança. No entanto, ele percebeu que não era o que sua mãe iria querer para ele e retornou para libertar a tripulação e expulsar Yondu. Ele decidiu desistir de sua perseguição por vingança e, assim que a Colônia Astério foi estabelecida no planeta Xerxes, ele partiu para encontrar o seu destino nas estrelas como o "Senhor das Estrelas".

### Senhor das Estrelas
Dois anos depois que ele começou sua viagem, ele conheceu Ma Savage e começou a financiar o orfanato dela. Ele também, em algum momento, conheceu seu pai J'son de Spartax, o segundo filho do Imperador galáctico, o qual agiu como Senhor das Estrelas antes dele. Ele descobriu sobre sua herança e seu direito de nascença de se tornar o Senhor das Estrelas, mas o encontro não acabou bem, já que J'son queria que ele se tornasse o príncipe de Spartax e governasse ao seu lado, enquanto Peter não gostava da ideia de alguém ser o dono da galáxia, preferindo vê-la livre. Os dois partiram brigados. Peter também se encontrou com uma nave senciente chamada "Nave", com quem ele viajou pela galáxia durante algum tempo.
Não muito tempo depois, o Senhor das Estrelas encontrou um arauto de Galactus, o Desventurado e quase é morto ao derrotá-lo. Ambos são presos na prisão intergaláctica Kyln, de onde o Senhor das Estrelas é libertado pelo herói Nova durante a Aniquilação. Mais tarde, ele atuou como conselheiro militar do general Kree Ronan, O Acusador, que lutava contra a raça alienígena Phalanx. Quando a terra natal de Kree: Hala foi conquistada pelos Phalanx, Peter liderou um grupo de rebeldes contra os invasores até o término da guerra.

### Guardiões da Galáxia
Após Ultron e Phalanx serem derrotados, o Senhor das Estrelas formou os novos Guardiões da Galáxia. O universo estava em um estado muito frágil após os eventos da Aniquilação e uma série de outras fissuras na realidade estavam começando a se formar e se espalhar. A fim de prevenir o colapso do universo que estava próximo, Mantis telepaticamente convocou Adam Warlock, Phyla-Vell, Rocket Raccoon, Drax o Destruidor e Gamora para se juntar à sua equipe. O grupo estabilizou uma base na cabeça decepada de um celestial chamado Lugar nenhum. Quando a farsa Senhor das Estrelas foi descoberta Mantis saiu da equipe em desgosto e partiu em suas próprias missões. O Senhor das Estrelas recebeu uma intimação dos Kree e ficou chocado ao ver que eles estavam reconstruindo o Espiral de Phalanx para proteger o espaço Kree. Ao discutir com Ronan, ele foi jogado na Zona Negativa. Ele foi então forçado a ajudar o governador recém-nomeado da Zona Negativa, o rei Blastaar, a assumir a "Super Prisão 42" para que ele pudesse ter acesso ao seu portal para a Terra.
O Senhor das Estrelas foi então enviado à Super Prisão 42 afim de convencê-los a abrir a porta e se render. Uma vez lá dentro, ele falou com os líderes não oficiais de 42 e disse-lhes para não se render, mas apenas Jack Flag concordou com ele. As portas foram abertas e o exército de Blastaar foi desencadeado. Ao saber de sua traição, Blastaar enviou seus homens para encontrar e matar o Senhor das Estrelas. Correndo pelas suas vidas, o Senhor das Estrelas e Jack Flag localizaram um telepata em 42 para pedir ajuda aos Guardiões, mas antes disso eles conseguiram fugir.

### Guerra dos Reis
Depois que voltou para Luganenhum, Quill descobriu que Rocket tinha montado uma nova equipe, composta por Besouro, Groot e Mantis.
Sua primeira ordem era para tentar acabar com a Guerra dos Reis, o que causaria danos irreparáveis ao universo. Peter levou sua equipe para Hala para falar com os Inumanos. Mesmo depois de dizer-lhes sobre os perigos de sua guerra, eles se recusaram. Filos, que agora se chamava Mártir, tinha outras ideias de negociação e levou Cristalys como refém. O Senhor das Estrelas não poderia libertá-los  e eles foram teletransportados de volta para Luganenhum .
Após o seu retorno, eles logo viram-se no meio de uma batalha entre os Inumanos e a Guarda Imperial. Após resgatar Cristalys, os Inumanos fugiram e os Guardiões foram deixados para enfrentar a Guarda Imperial, que desejava assumir o comando. Durante a batalha, Starhawk escapou da prisão e levou Senhor das Estrelas, Mantis, Bugman, Jack Flag e Cosmo ao seu futuro.
No futuro sombrio de Starhawk, ela finalmente foi capaz de convencê-los de que ela havia dito o tempo todo era verdade. A fissura enorme estava consumindo o universo, e ele tinha que ser interrompido. As duas equipes de Guardiões trabalharam juntos para tentar enviar uma mensagem de volta no tempo para avisar que a fissura, conhecida como Falha, foi realmente causado durante a Guerra dos Reis por Black Bolt.
Com a sua máquina do tempo quebrada, eles formaram um novo plano. Os Badoon  governaram o pouco que restava do universo, escravizaram os Celestiais e criaram o que foi chamado de Motor Celestial, usado para manter a fissura na aberta. Eles enviam de volta a mensagem e destruíram o alinhamento do Motor Celestial, causando a destruição deste futuro.
Para a surpresa de Senhor das Estrelas, isso não os matou. Eles se encontraram em um momento diferente, com um conjunto diferente dos Guardiões. Outra surpresa: ele era velho o suficiente para ser seu próprio avô. Starhawk deste futuro recebeu mensagens de seus 'eus' anteriores e soube da verdade. A equipe estava à deriva no tempo, o que estava causava mudanças também. Eles formaram um plano para encontrar uma máquina do tempo sob a Mansão dos Vingadores, uma vez que eles chegaram lá eles vagaram pelo tempo por várias e várias vezes.
Eles finalmente chegaram a um futuro alternativo, regido pelo Mago da Igreja Universal da Verdade. Enquanto lutava contra os membros da Igreja, tiveram um convidado inesperado: Kang, o Conquistador. Ele os trouxe aos seu tempo normais e os levou para a sua base. Ele explicou a todos que os futuros estavam se tornando um caos causados por Magus e foi até Senhor das Estrelas para pedir impedir que isso acontecesse.
Kang deu a Peter um Cubo Cósmico e disse-lhe que o futuro deveria ser salvo a qualquer custo. Eles foram enviados de volta para o momento em que Adam se tornaria Magus ao reparar a falha. Senhor das Estrelas tentou falar com Adam, mas o estrago já estava feito. Ele havia se mudado as linhas de tempo e o que Quill não sabia era que Adam tinha se tornado Magus há meses.
Adam se transformou e começou sua batalha contra os Guardiões que estavam todos reunidos. Depois de destruir Major Victory, Mantis, Cosmo, Gamora e Filos, Senhor das Estrelas finalmente conseguiu agarrar o Cubo e usá-lo para reverter a transformação de Adam. Adam disse que ele decidiu se suicidar para o bem de todos, Senhor das Estrelas atirou e o matou. O universo tinha sido salvo, mas o preço havia sido muito alto.

### A Imperativa Thanos
Adam conseguiu evitar sua morte, e Magus continuou sua servidão ao seu Senhor Mar-Vell. Mar-Vell era de um universo onde a morte tinha perdido e a vida triunfado, resultando em um universo de monstros imortais. Os habitantes do universo Cancerverse do Senhor Mar-Vell saíram pela Falha , a fim de destruir o universo 616. Peter Quill juntamente com o resto dos Guardiões, Nova e Thanos viajaram para Cancerverse a fim de deter Mar-Vell e seus servos. Drax, porém, ficou louco devido ao fato de que ele era um avatar de vida em um universo onde a vida havia triunfado, e tentou matar Thanos que por sua vez o vaporizou. Os Guardiões e Thanos se uniram com a resistência das máquina, os habitantes robóticos não vivos do Cancerverse que tinham sido imune a conversão de Mar-Vell e que lutavam para detê-lo desde então. Eles informaram Thanos e os Guardiões que Mar-Vell estava planejando uma necropsia, na qual ele mataria o Avatar da Morte (Thanos) matando assim a própria morte. Thanos parecia ter traído os Guardiões quando subestimou Mar- Vell, e este foi atrás de Thanos com uma espada mas Dona Morte apareceu e pois foi  convocado por Thanos e esta matou todo o Cancerverse e induziu os Anciões em um coma que durou um longo tempo. Morte no entanto se recusou a levar Thanos com ela e ele ficou furioso prometendo destruir o Universo. Peter e Nova no entanto, distraíram o Titã assim conseguindo mantê-lo no Cancerverse tempo suficiente para que o seu colapso conseguisse matar os três. Os sobreviventes saudaram Peter e Nova como heróis e uma estátua foi erguida em sua homenagem no planeta dos Kree.

### Retorno
Através de caminhos difíceis, o Senhor das Estrelas conseguiu escapar do Cancerverse e voltou aos Guardiões da Galáxia em um novo traje semelhante ao seu primeiro. Logo depois ele se juntou aos Vingadores para lutar contra os Thanos. O Titã conseguiu o Cubo Cósmico, com o qual ele escapou para Moord, o planeta dos Badoon. Os Guardiões foram até a Torre Stark e informaram os Vingadores sobre a situação. Eles se juntaram os Guardiões para combater Thanos e os Badoon. Depois de Thanos aparentemente matar os Anciões do Universo, para impor a sua supremacia, tomou o Cubo Cósmico e matou os Vingadores e os Guardiões também. Mas na verdade, eles foram enviados para o Cancerverse pelos Anciões do Universo, lá Tony Stark descobriu que arma de Thanos não era realmente um Cubo Cósmico e sim um objeto idêntico. Eles negociaram com O Colecionador, em troca de uma arma capaz de desativar o "Cubo" e retornar à Terra, os Vingadores e os Guardiões deixaria Thanos para ser derrotado pelos Anciãos . Com a ajuda de outros membros dos Vingadores, Thanos foi derrotado e enviado para ser punido pelos Anciãos. Depois de ser alertado por seu pai Jason que o conselho de impérios galácticos tinha decidido que a Terra deveria ser deixada intocado por todos, os Guardiões travaram uma batalha contra a invasão dos Badoon na Terra. Este consegui escapar das forças Spartoi após um confronto  tornando-se fugitivo do Império Spartoi.

## Poderes e habilidades
- Híbrido (humano/Spartoi): Peter Quill é filho de uma humana e um Spartoi, e sua fisiologia hibrida fornece a ele habilidades no sobre humano, como:
  - Auge da força humana: Peter Quill nasceu com força física no auge do potencial humano. A força física de Peter está acima de um ser humano normal.
  - Auge da resistência humana: o corpo de Peter é mais resistente a danos físicos, em níveis variáveis, do que o um ser humano normal. Ele parece capaz de receber vários tiros e perfurações, bem como ser espancado, e ainda permanecer de pé.
  - Auge da agilidade humana: a agilidade, equilíbrio e coordenação motora de Peter estão em níveis que estão além dos limites físicos naturais de até mesmo do melhor atleta humano.
  - Auge do vigor humano: O corpo de Quill elimina o acúmulo de fadiga em seus músculos.

### Habilidades
- Ótimo atirador: o Senhor das Estrelas é bem versado no uso de armas de fogo de toda a Galáxia.
- Mestre em combate corpo-a-corpo: o Senhor das Estrelas é um especialista combatente corpo-a-corpo, sendo muito hábil em vários estilos de luta.
- Grande estrategista: o Senhor das Estrelas é um mestre estrategista e em resolver problemas e hábil em técnicas de luta.
- Piloto: o Senhor das Estrelas é um talentoso piloto de naves espaciais.
- Conhecimento universal: o Senhor das Estrelas possui um amplo conhecimento sobre vários costumes, sociedades e culturas alienígenas, bem como vários conhecimento sobre entidades abstratas, como o Esquecimento.

### Equipamento
- Botas a jato: um par de sapatos flutuadores movidos a jato que permitem a Quill sustentar voo e levitar, podendo se locomover em várias direções a uma velocidade média.
- Arma elemental: uma pistola capaz de evocar um dos quatro elementos.
- Capacete espacial: tendo abandonado a sua armadura Kree, Quill pegou um novo capacete alienígena avançado e uma máscara facial com inúmeros efeitos especiais.
  - Alteração de tamanho: o capacete pode ser encolhido em um espaço desconhecido em sua cabeça.
  - Suprimento de oxigênio: possui um sistema de respiração atmosférica que permite Quill sobreviver ao vácuo do espaço.
  - Suporte de pressão: o capacete protege o rosto do usuário de mudanças bruscas na pressão do ar.

## Outras versões

### Age of Ultron
Durante a Era de Ultron, Wolverine e Susan Storm acidentalmente criam uma linha do tempo alternativa onde eles voltam no tempo e assassinam Hank Pym antes que ele possa criar Ultron. Na nova realidade, o Senhor das Estrelas é visto como membro dos Defensores, que substituíram os extintos Vingadores.

## Em outras mídias

### Televisão
- O Senhor das Estrelas (ao lado dos outros Guardiões da Galáxia) aparece em The Avengers: Earth's Mightiest Heroes no episódio "Michael Korvac".
- O Senhor das Estrelas aparece novamente em um episódio da série Ultimate Spider-Man: "Guardiões da Galáxia". Ele é visto como um membro dos Guardiões da Galáxia.
- O Senhor das Estrelas aparece em Avengers Assemble, interpretado por Chris Cox ("Guardians and Spaceknights") e mais tarde por Will Friedle (em "Widow's Run")
- Peter Quill é um dos personagens principais da série animada lançada em 2015, Guardiões da Galáxia.
- O Senhor das Estrelas aparece  no episódio "Guardians of the Galaxy" no anime Marvel Disk Wars: The Avengers.
- Variantes da versão de Peter Quill no Universo Cinematográfico Marvel aparecem na animação What If... ?. Em um episódio, T'Challa foi levado para o espaço ao invés de Quill, que como adulto apenas trabalha em uma Dairy Queen antes de ser reencontrado pelo pai Ego, que tenta usá-lo para assimilar o resto da vida do universo. Outro episódio tem um Peter adolescente sendo entregue para Ego (enquanto nos filmes Yondu mudou de ideia) e subsequentemente voltando à Terra com poderes com o propósito de assimilar o planeta, sendo combatido por um grupo de proto-Vingadores.

### Filmes
- O Senhor das Estrelas faz uma aparição sem fala no filme animado Planeta Hulk

#### Universo Cinematográfico Marvel
O Senhor das Estrelas é interpretado pelo ator Chris Pratt nos filmes do Universo Cinematográfico Marvel.
- Peter Quill é introduzido em Guardiões da Galáxia (2014), inicialmente em uma versão adolescente, interpretada por Wyatt Oleff. Em 1988, quando Peter Quill era um menino no Missouri e incapaz de aceitar a morte de sua mãe devido ao câncer, ele sai do hospital em lágrimas e é posteriormente abduzido por uma nave extraterrestre. Vinte e seis anos depois, Quill, que se deu o codinome "Senhor das Estrelas", é um membro do Ravagers, a brigada mercenária que o abduziu como uma criança liderada por Yondu Udonta, e teve muitas aventuras com essa equipe ao redor da galáxia. Uma missão para recuperar um artefato conhecido como "Orbe", que na verdade abriga uma das Joias do infinito, o põe no meio de uma luta de poder significativa e guerra de vingança entre dois poderes galácticos avançados, o senhor da guerra de Kree, Ronan, o Acusador e a Tropa Nova de Xandar. Ao longo do filme, Peter é mostrado ouvindo um walkman com uma fita com várias canções de sucesso de 1962 a 1986 que lhe foi dada por sua mãe, que serve como sua única conexão com a Terra (no filme Peter é literalmente o único humano retratado em tela).

- O personagem retorna em Guardiões da Galáxia Vol. 2 de 2017. Neste filme, Quill descobre que seu pai é Ego, o Planeta vivo, um celestial primordial - que cria um avatar humano que lhe permite interagir com outras raças -, o Ego ensina a Quill mais sobre suas habilidades celestiais. No entanto, embora Quill seja brevemente "seduzido" pelo poder de Ego, ele se volta contra o pai, Ego conta que matou sua mãe para garantir seu foco em seu "dever". Por meio da intervenção dos outros Guardiões, Ego é destruído, e depois de sua morte Peter perde seus poderes celestiais, sendo resgatado da destruição do planeta por Yondu, que sacrifica sua vida no processo. Os Guardiões detêm um memorial para dar a Yondu um funeral honorável, durante o qual Peter reconhece Yondu como seu verdadeiro pai e os Ravagers o homenageiam. Peter também substitui seu walkman destruído por um Zune.

- Em Vingadores: Guerra Infinita, durante o filme, Peter, junto com o resto dos Guardiões, resgata Thor dos destroços da nave Asgardiana destruída por Thanos, e descobre a busca de Thanos pelas joias do infinito. Ele leva Gamora, Drax e Mantis para Luganenhum, onde Thor diz que Thanos estará buscando a joia da Realidade do Colecionador. Gamora em particular pede a Peter para matá-la se Thanos a capturar para evitar que ele saiba a localização da Joia da Alma, com a qual ele relutantemente concorda; os dois então compartilham um beijo. Em Luganenhum, Peter dá instruções a Gamora quando o grupo confronta Thanos, que ela ignora; ela é então capturada por Thanos como ela temia. Depois que eles compartilham seu amor um pelo outro, Peter mantém sua promessa, mas é ineficaz por Thanos com a joia da Realidade. Depois que Thanos sai com Gamora, Peter, Drax e Mantis vão para Titan, onde encontram Homem de Ferro, Doutor Estranho e Homem-Aranha e juntam forças visando remover a Manopla do Infinito de Thanos quando este vier atrás da Joia do Tempo na posse do Doutor Estranho. Os heróis ganham momentaneamente a vantagem, com Mantis subjugando-o com seus poderes, mas quando Peter descobre que Thanos matou Gamora, ele perde a paciência e ataca Thanos, inadvertidamente quebrando o poder de Mantis. Depois que Thanos completa a Manopla e elimina metade de toda a vida no universo, o Senhor das Estrelas está entre aqueles que deixam de existir.

- Em Vingadores: Ultimato, James Rhodes nocauteia uma versão do Peter de 2014 para impedí-lo de levar a Orbe, já que os Vingadores do futuro (5 anos depois de Guerra Infinita) precisam de todas as Joias do Infinito para reverter a dizimação de Thanos. Quando Bruce Banner usa as Joias para restaurar as vidas, Quill é um dos heróis revividos que se juntam aos Vingadores em sua luta final contra Thanos e seu exército na sede dos Vingadores. Durante a batalha, Peter compartilha um momento rápido com uma versão anterior da Gamora de 2014, que foi convencida pela presente Nebulosa a se voltar contra Thanos, mas esta Gamora não tem história com Quill ou os outros Guardiões. Eles finalmente derrotam Thanos quando Tony se sacrifica para usar as Joias do infinito para desintegrar Thanos e seu exército. Depois de assistir ao funeral de Stark, Quill e os Guardiões, reforçados por Thor, saem em busca de Gamora.

- Thor: Amor e Trovão abre com as missões de Thor junto dos Vingadores, e Quill se despede de Thor quando este se separa do grupo para buscar sua amiga Sif.

- Em The Guardians of the Galaxy Holiday Special, Quill organiza uma celebração de Natal em Luganenhum, e se revolta quando Drax e Mantis sequestram Kevin Bacon querendo dar o ator de presente para Quill.

- Guardiões da Galáxia Vol. 3 tem Quill deprimido e alcóolatra pelo fato de que não consegue se reunir com a Gamora de 2014 que o ignora. Após um ataque a Rocket ameaçar a vida do guaxinim, Quill e os outros Guardiões conseguem recrutar Gamora para sua causa de descobrir as origens de Rocket e enfrentar seu criador Alto Evolucionário. O filme termina com Quill decidindo fazer as pazes com seu passado, visitando seu avô no Missouri.[21]

### Videogames
- Senhor das Estrelas está disponível via DLC para LittleBigPlanet, como parte do "Marvel Costume Kit 5".
- Senhor das Estrelas aparece em Lego Marvel Super Heroes.
- Senhor das Estrelas aparece com personagem jogável em Disney Infinity 2.0.
- Senhor das Estrelas aparece como personagem jogável em Marvel Heroes 2015.
- Senhor das Estrelas aparece em LEGO Marvel Avengers em uma cena pós crédito.
- Senhor das Estrelas foi confirmado como um personagem jogável em Lego Marvel Super Heroes 2 ao lado de outros Guardiões da Galáxia como Rocket Racum e Groot.
- Senhor das Estrelas é um personagem jogável (e um dos mais cobiçados) no game mobile Marvel Tournament of Champions, que também contém outros Guardiões da Galáxia, alguns, como Peter, em sua versão cinematográfica.
- Senhor das estrelas é um personagem jogável no MMORPG para celulares Marvel Future Fight.
- Senhor das Estrelas é um dos personagens jogáveis do jogo Guardians of the Galaxy.

### Brinquedos
- Senhor das Estrelas foi destaque na linha de brinquedos Marvel Universe como uma estátua n° 3 (numa escala de 3/4), em seu uniforme da Guardião. Ele foi vendido em um pacote com Drax , o Destruidor, Rocket Raccoon , e um mini Groot.
- Também foi lançado três "Action Figures" da linha Marvel Legends, no tamanho de 6 polegadas, uma da versão cinematográfica (Chris Pratt) e mais dois na versão dos quadrinhos, o primeiro como um "pack" juntamento com restante da equipe dos guardiões (Gamorra, Groot, Dax e Rocket Raccoon, exclusivo da EntertainmentEarth) e o segundo lançado como um pack exclusivo da San Diego Comic Con de 2014.